# The Hunter (album Persuader)
The Hunter – pierwszy album szwedzkiego zespołu power metalowego Persuader.

## Spis utworów
1. "Fire at Will" – 4:41
2. "As You Wish" – 4:58
3. "Cursed" – 4:46
4. "The Hunter" – 7:19
5. "Secrets" – 2:11
6. "Escape" – 5:26
7. "Heart and Steel" – 4:37
8. "And there was Light" – 4:42
9. "My Life for You" – 6:14

### Dodatkowe utwory na reedycji z roku2005
1. "Escape" (Demo version) – 5:20
2. "Cursed" (Demo version) – 5:00

## Twórcy

### Zespół
- Jens Carlsson - śpiew, gitara
- Pekka Kiviaho - gitara, śpiew
- Efraim Juntunen - instrumenty perkusyjne, śpiew
- Fredrik Hedström - gitara basowa

### Goście
- Magnus Lindbloom - gitara